# Ypthima defecta
Ypthima defecta är en fjärilsart som beskrevs av Embrik Strand 1913. Ypthima defecta ingår i släktet Ypthima och familjen praktfjärilar. Inga underarter finns listade i Catalogue of Life.